# Giovanni Provera
Giovanni Provera, né en 1735 à Pavie en Italie et mort le 5 juillet 1804 à Venise, est un militaire autrichien d'origine lombarde au service de la monarchie des Habsbourg. Servant dans l'armée autrichienne en Italie pendant les guerres de la Révolution française, il joue un rôle important dans les opérations menées contre le général français Napoléon Bonaparte lors de la campagne d'Italie de 1796 à 1797.

## Biographie

### Du soldat au général
Giovanni Provera naît en 1735 à Pavie, au sein d'une famille de la noblesse lombarde. Le 1er septembre 1754, il s'enrôle dans l'armée autrichienne comme enseigne au régiment d'infanterie no 12 Botta. Il participe à la guerre de Sept Ans au cours de laquelle il est fait prisonnier en avril 1756 avant de participer à la bataille de Kolin. Il devient ensuite successivement capitaine en décembre 1758, major en premier en janvier 1772, lieutenant-colonel de son régiment le 2 août 1773 et enfin colonel du régiment d'infanterie no 56 Jakob Nugent le 25 octobre 1779. 
Vers 1786, il épouse la baronne Johanna Czeleska, qui meurt en 1792. Il poursuit sa carrière pendant la guerre austro-turque et est élevé au grade de général-major le 18 juin 1789. Au début des guerres de la Révolution française en 1792, il commande une brigade austro-sarde dans les Alpes. Après un échec contre Sospello en février 1793, il doit abandonner le col de la Madeleine en novembre de la même année. En avril 1794, il est chargé de la défense du col du Finestre. Élevé au grade de feld-maréchal-lieutenant le 4 mars 1796, il reçoit également le titre de marquis.

### Face à Bonaparte en Italie: de Montenotte à Arcole

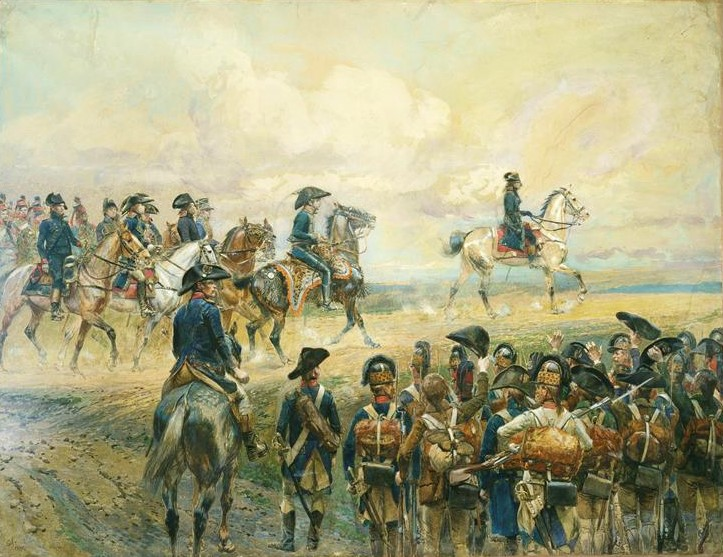
Bonaparte et son état-major en Italie en 1796, par Édouard Detaille.

Au début de la campagne d'Italie en 1796, Provera commande une division austro-sarde de 4 000 hommes au sein de l'armée du royaume de Piémont-Sardaigne, forte de 21 000 hommes au total. Les Sardes sont soutenus par une armée autrichienne de 32 000 hommes dirigée par le général Jean-Pierre de Beaulieu. Le 12 avril, à la bataille de Montenotte, les troupes françaises de Napoléon Bonaparte réussissent à séparer les deux armées alliées. Progressant vers l'ouest, les Français tombent sur une partie de la division de Provera le 13 avril et la force à se replier au cours de la bataille de Millesimo. Afin de couvrir la retraite, Provera se retranche avec 900 hommes dans un château en ruine et repousse à plusieurs reprises les assauts français. Le 14 avril au matin, il est finalement contraint à la reddition.
Libéré à la suite d'un échange de prisonniers, Provera rejoint l'armée autrichienne du général Josef Alvinczy alors que celle-ci s'apprête à marcher au secours de la forteresse de Mantoue, assiégée par les Français. Lors des combats acharnés qui ont lieu lors de la deuxième bataille de Bassano, le 6 novembre 1796, la division Provera perd 1 000 hommes mais joue un rôle non négligeable dans la défaite de Bonaparte. Dans l'après-midi du 12 novembre, il arrive en renfort sur le champ de bataille de Caldiero et refoule la division française d'Augereau, contribuant à la victoire autrichienne. Pendant la bataille du pont d'Arcole qui se déroule du 15 au 17 novembre, Provera défend le village de Belfiore contre les attaques menées quotidiennement par la division du général André Masséna.

### Au secours de Mantoue
Déterminé à secourir Mantoue pour la quatrième fois, Alvinczy concentre le gros de ses forces au nord, en aval du fleuve Adige. Alors que l'armée française concentre toute son attention vers le nord, Provera avec 9 000 hommes fonce sur Legnago tandis que les 6 200 soldats autrichiens du général Adam Bajalics von Bajahaza attaquent Vérone. Le 9 janvier, Provera repousse les avant-postes français non loin de Legnago. Les jours suivants, il inspecte l'Adige à la recherche d'un gué. Selon Boycott-Brown, le vieux général « ne se sentait pas très pressé » et « n'arrivait tout simplement pas à se décider : le 11, il décide de faire construire un pont sur l'Adige, avant de révoquer cet ordre peu de temps après ». Dans la nuit du 13 janvier, il fait jeter un pont flottant à Angiari, traverse le fleuve le lendemain matin et marche sur Mantoue, laissant derrière lui un petit contingent pour défendre le pont. 
Entre-temps, Bonaparte a écrasé l'armée autrichienne d'Alvinczy à la bataille de Rivoli. Le général français ordonne alors à plusieurs de ses corps de faire leur jonction afin d'anéantir la colonne de Provera. Retardés par une brigade de cavalerie française, les Autrichiens arrivent sous les murs de Mantoue les 15 et 16 janvier. Provera tente vainement de percer les lignes françaises à hauteur du bourg fortifié de San Giorgio. Le 16 à l'aube, la garnison commandée par le feld-maréchal Dagobert Sigmund von Wurmser tente une sortie qui est repoussée. Très vite, Bonaparte arrive à concentrer des forces importantes sur les arrières des Autrichiens. Cernés par des effectifs largement supérieurs aux siens, Provera capitule avec 6 000 hommes à La Favorite. Les 2 000 hommes restés en arrière pour garder le pont flottant sont également capturés. 
Retiré du service le 29 avril 1797, Provera est désigné en 1799 pour prendre le commandement de l'armée pontificale à Rome mais l'ordre est finalement annulé sur l'intervention de l'ambassadeur français Joseph Bonaparte. Transitant par Naples puis Pavie, Giovanni Provera meurt à Venise le 5 juillet 1804. S'exprimant au sujet de Provera, le baron Thugut, chancelier d'Autriche, évoque « tous les malheurs que son incapacité a déjà occasionnés en différentes occasions à la monarchie ».